# Barkas (familie)
De familie Barkas was een belangrijke Carthaagse familie. Veel leden van deze familie waren fel tegenstander van het Romeinse Rijk. De naam Barkas betekent bliksem.

## Belangrijke leden

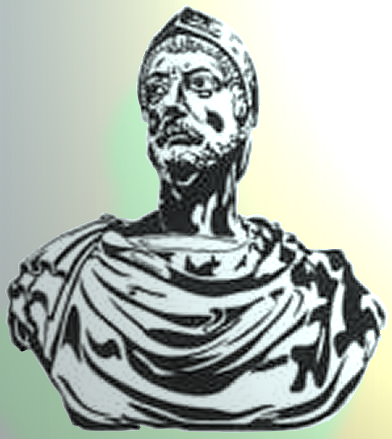
Hannibal Barkas

Belangrijke leden van de familie Barkas waren:
- Mago Barkas (circa 580 v.Chr) hervormde het Carthaagse leger.
- Hamilcar Barkas (circa 285 - 229 v.Chr.) was veldheer en opperbevelhebber tijdens de Eerste Punische Oorlog. Tevens sloeg hij een opstand van huurlingen neer.
  - Hasdrubal de Schone (? - 221 v.Chr.) was veldheer en staatsman.
  - Hannibal Barkas (247 - 183 v.Chr.) was generaal. Hij is beroemd geworden als geniaal generaal tijdens de Tweede Punische Oorlog.
  - Hasdrubal Barkas (? - 207 v.Chr.) was veldheer. Hij kwam om bij de Slag bij de Metaurus.
  - Mago Barkas (243 - 203 v.Chr.) was aanwezig bij een groot aantal van zijn broers veldslagen. Hier gaf hij een belangrijke doorslag bij de gevechten door het moreel hoog te houden.
  - Een vierde zoon van Hamilcar Barcas over wie bijna niets bekend is.